# Apogon pharaonis
Apogon pharaonis es una especie de pez de la familia de los apogónidos en el orden de los perciformes.

## Distribución geográfica
Se encuentran en el Canal de Suez.